# Rifugio Torrani
Das Rifugio Maria Vittoria Torrani (kurz Rifugio Torrani) ist eine Schutzhütte der CAI Sektion Conegliano auf der Civetta in den Belluneser Dolomiten. Sie gehört zu den höchstgelegenen Hütten in den Dolomiten.

## Lage und Umgebung
Das Rifugio Torrani liegt auf 2984 m s.l.m. gleich einem Adlerhorst in den Ostabstürzen der Civetta. Der Hauptgipfel befindet sich lediglich 236 Höhenmeter von der Hütte entfernt. Der Bau thront auf einem schmalen Schuttband, das die Ostflanke des Berges in zwei Hälften teilt, im Gemeindegebiet von Val di Zoldo. Die nächsten Stützpunkte bilden das Rifugio Coldài (2132 m) im Norden und das Rifugio Vazzoler (1714 m) im Süden.

## Geschichte
Die Hütte wurde in den Jahren 1935 bis 1938 auf Initiative der CAI-Sektion Conegliano erbaut. Die Familien Torrani und Vazzoler lieferten einen entscheidenden finanziellen Beitrag, der Bau erfolgte unter Attilio Tissi. Die Einweihung fand am 7. August 1938 statt. Im November 1966 wurde die Hütte durch einen Sturm teilweise zerstört und musste im Sommer des Folgejahres aufwendig repariert werden. Ab 1973 erfolgte eine erste Renovierung, 1976 die Wiedereröffnung. Seit 1978 führt eine Materialseilbahn direkt zur Hütte, die 1991 ein weiteres Mal renoviert wurde.
Seinen Namen verdankt das Rifugio der Mailänder Bergsteigerin Maria Vittoria Torrani, die am 6. Januar 1935 mit drei Begleitern beim Aufstieg auf den Piz Corvatsch von einer Lawine tödlich verschüttet wurde.

## Touren
Das Rifugio Torrani ist der finale Stützpunkt für eine Besteigung der Civetta und wird fast ausschließlich in Verbindung mit diesem Tourenziel besucht.

### Zugang zur Hütte
- von Casera della Grava (1627 m): 3–4 Stunden
- von Pecol-Vecchio, Casera del Zorzi (1430 m): 6 Stunden
- vom Rifugio Coldài (2132 m): über den Sentiero Tivan 3–4 Stunden
- vom Rifugio Vazzoler (1714 m): über die Via ferrata Attilio Tissi (Schwierigkeit D) 4–5 Stunden

### Tourenziele
- Civetta (3220 m): über den Normalweg 30–45 Minuten
- Rifugio Coldài (2132 m)
  - über den Sentiero Tivan: 3 Stunden oder
  - über die Civetta, mit Via ferrata degli Alleghesi (C) im Abstieg 3¾–4¼ Stunden
- Rifugio Vazzoler (1714 m): über die Via ferrata Attilio Tissi (im Abstieg) 3–3½ Stunden